# Nhà ga Lublin
Bản mẫu:Infobox PKP station

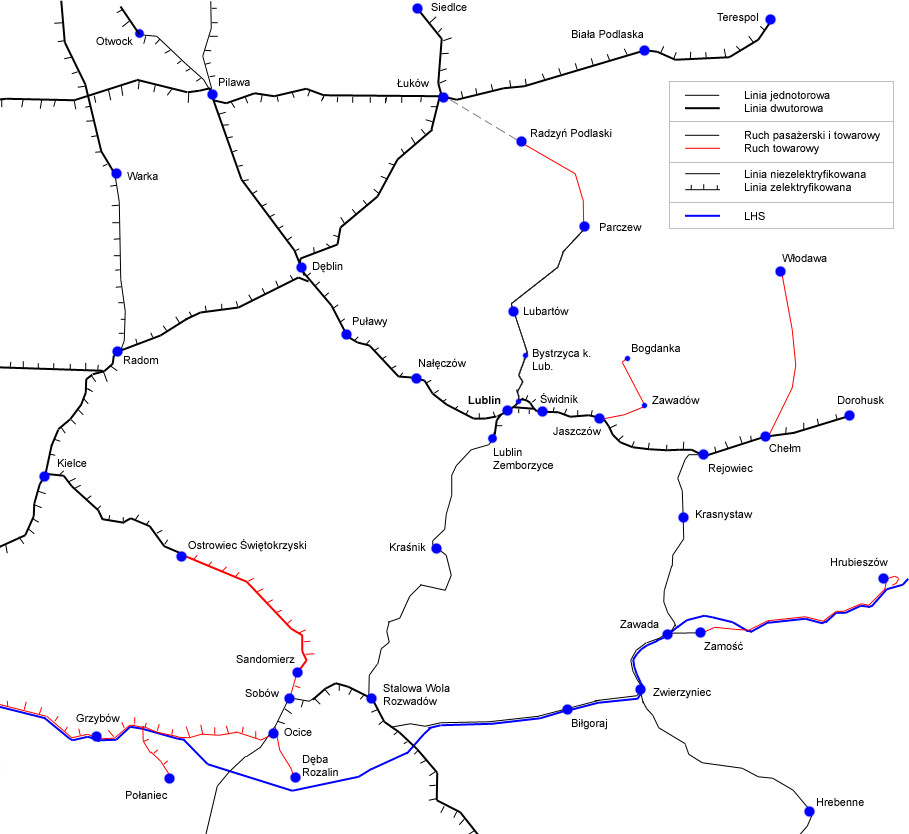
Các tuyến đường sắt trong khu vực xung quanh Lublin vào khoảng năm 2009. Các dòng được đánh dấu màu đỏ và màu xanh không mang lưu lượng hành khách.

Ga đường sắt Lublin Główny (Ba Lan Stacja Lublin Główny) là ga đường sắt quan trọng nhất ở Lublin, Ba Lan. Đôi khi nó được gọi là Lublin Główny (Lublin Main), để phân biệt với hai trạm khác (nhỏ hơn nhiều) nằm ở Lublin. Tòa nhà ga chính được khai trương vào năm 1877, cùng với Đường sắt sông Vistula, kết nối Warsaw với Kovel. Vào thời điểm đó, Lublin đang ở trong lãnh thổ Đế quốc Nga như một phần của Vương quốc Lập hiến Ba Lan.
Nhà ga phục vụ các đoàn tàu chạy trên ba tuyến hành khách quan trọng tỏa ra từ Lublin: tuyến đến Warsaw, tuyến đến Chełm và biên giới với Ukraine, và tuyến đến Przeworsk. Đây là một trong những nhà ga đông đúc nhất ở miền đông Ba Lan, với hơn 50 chuyến tàu khởi hành vào một ngày điển hình.
Sau sự tái tạo lại của Ba Lan vào năm 1918, tòa nhà ga được xây dựng lại vào những năm 1920 để tạo cho nó một phong cách Ba Lan hơn, khi tòa nhà ban đầu trông giống như một nhà ga điển hình của Đế quốc Nga. Trong những năm gần đây, nhà ga đã được tân trang lại hoàn toàn. Bởi vì điều này, nó hiện được coi là một trong những ga đường sắt tốt nhất ở Ba Lan, theo Gazeta Wyborcza, nơi đã đứng thứ hai trong bảng xếp hạng 23 ga đường sắt quan trọng nhất của Ba Lan.
Nhà ga liên kết đến sân bay Lublin bằng một tuyến đường sắt.
Năm 2011, việc hiện đại hóa tuyến phía bắc của Lublin đến Lubartów đã được bắt đầu. Đoạn đường đơn 25 km có tốc độ tối đa được nâng cấp lên 120 km/h, từ 30–60 km/h trước đó. Sau khi kết thúc, các dịch vụ hành khách đã được khôi phục trên đó bắt đầu từ ngày 2 tháng 4 năm 2013.